# كارل رينجل
كارل رينجل (بالألمانية: Karl Ringel)‏ هو لاعب كرة قدم ألماني في مركز الهجوم، ولد في 30 سبتمبر 1932 في مدينة فورت في ألمانيا. شارك مع منتخب ألمانيا لكرة القدم ومنتخب سارلاند لكرة القدم. أما مع النوادي، فقد لعب مع بوروسيا نوينكيرشن وغرويتر فورت ونادي ساربروكن.

## وصلات خارجية
- كارل رينجل على موقع قاعدة بيانات كرة القدم.إي يو (الإنجليزية)
- كارل رينجل على موقع ناشيونال فوتبول تيمز (الإنجليزية)
- كارل رينجل على موقع عالم كرة القدم.نت (الإنجليزية)